# Sayreville
Sayreville é um distrito localizado no estado americano de Nova Jérsei, no Condado de Middlesex.

## Demografia
Segundo o censo americano de 2000, a sua população era de 40.377 habitantes.
Em 2006, foi estimada uma população de 42.560, um aumento de 2183 (5.4%).

## Geografia
De acordo com o United States Census Bureau tem uma área de
48,6 km², dos quais 41,2 km² cobertos por terra e 7,4 km² cobertos por água.

## Localidades na vizinhança
O diagrama seguinte representa as localidades num raio de 8 km ao redor de Sayreville.